# Wilfrid Kaptoum
Wilfrid Jaures Kaptoum (Douala, Camerun, 7 de juliol de 1996) és un futbolista camerunès que juga com a volant central pel New England revolution de la Major League Soccer.

## Carrera esportiva
Nascut a Douala, Kaptoum va ingressar al planter del FC Barcelona el 2008, a 12 anys, provinent de la Fundació Samuel Eto'o. Fou cedit a la UE Sant Andreu, i el juny de 2014 fou promocionat al FC Barcelona B de la segona divisió.
Kaptoum va jugar el seu primer partit com a professional el 23 d'agost de 2014, jugant de titular en una derrota per 0–2 a fora contra el CA Osasuna. Va marcar el seu primer gol el 19 d'octubre, el segon d'una victòria per 4–1 a casa contra l'AD Alcorcón. El 28 d'octubre de 2015, Kaptoum va debutar amb el primer equip, com a titular, en un empat a zero a fora contra el CF Villanovense a la Copa del Rei.
La seva primera aparició a la Lliga de Campions de la UEFA va arribar el 9 de desembre de 2015, en un empat 1–1 a fora contra el Leverkusen. En un altre empat 1–1 a fora contra el València CF el 10 de febrer de 2016, Kaptoum va marcar el seu primer gol amb el primer equip, dos minuts després de sortir al camp, a la segona part del partit de tornada de semifinals de Copa del Rei. El seu gol també va servir per ampliar la ratxa victoriosa del Barça a 29 partits seguits, trencant el rècord previ de 28 assolit anteriorment sota Pep Guardiola la temporada 2010–11.